# みどりくん
"みどりくん"は、静岡県浜北市（現在の浜松市浜名区）のイメージキャラクター。"さつきちゃん"というキャラクターとセットになっている。

## 概要
旧浜北市の掲げる「みどりのまち・はまきた」というコンセプトを表すキャラクターであり、市のイメージである雄大な自然と緑をヒントに、森林を舞う“妖精”をイメージしている。（静岡は愛知や埼玉等の県と並ぶ植木の産地であり、浜北市は県内の生産額の約13％を占めている）
合併後の浜松市が2007年4月1日の政令指定都市へ移行するにあたって市内を7つの区に分ける際、旧浜北市のエリアをみどりくんの名からとって「みどり区」（もしくは「緑区」）とする案があったが、結局「浜北区」となった。
- ちなみに、さつきちゃんは「みどり'くん'だけでは男女差別にあたる」というある女性市議の意見により誕生したキャラクターである。

なお、浜北の植木産業に関しては「浜北区」の項目を参照のこと。